# Matwei Wassiljewitsch Golowinski
Matwei Wassiljewitsch Golowinski (auch: Mathieu; Russisch: Матвей Васильевич Головинский) (* 6. März 1865 in Iwaschewka (Ивашевка); † 1920 in Petrograd) war ein russisch-französischer Autor und Journalist.

## Leben
Er war der Sohn von Wassilij Golowinski, einem Aristokraten und Freund Dostojewskis (beide waren Mitglieder der Petraschewzen). Als der Vater 1875 starb, wurde Matwei von seiner Mutter und einem französischen Kindermädchen erzogen. Während seines Jurastudiums trat Golowinski einer antisemitischen und konterrevolutionären Gruppe bei, der „Heiligen Bruderschaft“ (Святое Братство), die mit gefälschten und manipulierten Dokumenten hantierte, um ihre Gegner zu diskreditieren. Nach seinem Abschluss wurde Golowinski für die Ochrana tätig, für die er regierungsfreundliche Pressemeldungen arrangierte. Maxim Gorki enttarnte diese Tätigkeit öffentlich, was Golowinski zur Emigration zwang.
In Frankreich schrieb er Presseartikel im Auftrag Ratschkowskis, damals Chef des russischen Auslandsgeheimdienstes in Paris. Im Rahmen dieser Tätigkeit soll er auch der Autor der berüchtigten Protokolle der Weisen von Zion gewesen sein, um „Beweise“ für eine kapitalistische und antizaristische Verschwörung gegen Nikolaus II. zu liefern.
Er kehrte um 1905 nach Russland zurück. Er wechselte später die Seite und war von 1917 bis zu seinem Tod für die Bolschewisten tätig.

## Werk
Bereits Konrad Heiden identifizierte Golowinski und Ratschkowski 1944 als Autor bzw. Auftraggeber der sogenannten „Protokolle der Weisen von Zion“, was jedoch nicht abschließend geklärt ist.
Die Annahme beruht wesentlich auf die Veröffentlichung der Erinnerungen des Grafen Alexandre du Chayla 1921, Zeugenaussagen anlässlich des Berner Prozesses von 1934/1935 und der Expertise du Chaylas vor dem Gericht in Bern. Es wird inzwischen aber davon ausgegangen, dass die Zeugenaussagen vor dem Gericht und die Angaben des Grafen einzelne Fakten mit Fiktionen vermischten.